# Barrage de Büyükçekmece
Le barrage de Büyükçekmece est un barrage en Turquie. Le barrage est en bordure de la mer de Marmara dans la banlieue ouest d'İstanbul. Le lac de Büyükçekmece (grand tiroir) est à l'ouest du lac de Küçükçekmece (petit tiroir), tous deux encadrent le district d'Esenyurt.

## Sources
- (en) www.dsi.gov.tr/tricold/bcekmece.htm Site de l'agence gouvernementale turque des travaux hydrauliques